# Belonogaster saeva
Belonogaster saeva är en getingart som beskrevs av Henri Saussure 1890. Belonogaster saeva ingår i släktet Belonogaster och familjen getingar. Inga underarter finns listade.